# Георги Гизов
Георги Попвасилев Гизов е виден български лекар, педиатър.

## Биография
Гизов е роден в 1905 година в леринското село Зелениче, тогава в Османската империя, днес Склитро, Гърция. От 1933 година започва да преподава в катедрата по педиатрия на Медицинския факултет на Софийския университет (днес Медицински университет - София).
След преврата от 9 септември 1944 година Гизов е преследван по политически причини от новата власт, заплашван с уволнение и разработван в ІІІ Отдел на Държавна сигурност за работа с „вражески елементи“.
Гизов е баща на педиатърката доцент Маргарита Гизова (1944 - 2023).